# トスク方言

アルバニア語の方言分布。
凡例：トスク語話者＝茶系の配色のうち最も薄い2色。

トスク（アルバニア語: toskërishtja）、あるいはトスク方言（トスクほうげん）は、アルバニア語の方言のひとつでトスク人と呼ばれる人々の言語。アルバニア語の方言はアルバニア中部を流れるシュクンビン川を境に、北側のゲグ方言（ゲグ人）と南側のトスク方言に大きく分かれる。トスク方言を基盤に標準アルバニア語が発達した。
トスク語を話す主要な集団はミゼカル人（ミゼケ）、ラブ（英語版）（ラベリア）、チャム（Çamëria）、アルヴァニテス（ギリシャ）、アルベレシュ（イタリア）およびマンドリツァ（ブルガリア先住民）を含む。北マケドニアの話者は1980年代初頭におよそ3000人を数えた。

## 特徴
- R音の音変化：アルバニア祖語（英語版）で *-n- は -r- になる（例：「砂」はrëra）
- トスク方言の mb、ngj、nd のグループは、ゲグ方言の m、nj、n に同化[6]。
- アルバニア祖語の ō は va になる。
- 鼻母音：鼻母音がない（例：「目」はsy）。後期アルバニア祖語の *â に鼻音を加えると ë' になる
  - 例：数字の「9」はnëntë。
- e 母音：e 音は ë 音になる。単語の変種が重なると、qen はヴョセ地方で qën になる。
- ë 母音：ë は方言によって発音が異なる。トスク方言の多くは末尾の -ë を省略して直前の母音を長く伸ばす。ラベリシュト方言でVunoi（Vuno）村のある「Vlorës 地方」などの ë はより後置される。
  - 「子馬」のmëz は [mʌz] に変化）。
- y 母音：アアルヴァニティック語、アルベレシュ（英語版）、ラベリシュト語（Labërisht）、チャム語（英語版）では、しばしば「y」母音を「i」音にする。
  - 例：数字の「2」を指すdy はdi になる。
- Dh と Ll：これらの音は、一部の単語や変種で入れ替わることがある。
- H：この文字は一部の方言で位置に関わらず消えて発音しない。
- Gl / Kl：q と gj の代わりに kl と gl を保つのは、チャム語、アルベレシュ語、アアルヴァニティック語の一部の変種。 
  - 「舌」のgjuhë はチャム語で gluhë、シキュロ・アルベレシュ語で gluhë、アアルヴァニティック語で gljuhë。
  - qumësht ：アルベレシュ語では「ミルク」は klumësh。
- Rr: 一部の変種では Rr が r になる。

## トスク人
「トスク」という単語は、トスク方言を話すアルバニア人のことをも示す。この人々は主にアルバニア南部に住み、さらにその下位にはミュゼチェのミュゼチャル人（Myzeqe・Myzeqar）や、チャメリアに住むラベリア（英語版）のラブ人（Lab）などがある。イタリアのアルベルシュ（Arbëreshë）やギリシャのアルヴァニテス（
Arvanitët、ギリシア語: Αρβανίτες  / Arvanites）と呼ばれる人々はトスク人の子孫であり、ブルガリアのイヴァイロヴグラト村（マンドリツァ）を築いた住民もトスク人で、村民およそ70名（2006年時点）の一部はトスク系の方言を話す。
「トスク」の語の最も狭義の用法として、ヴョセ（Vjosë（英語版））の北、シュクンビン川の南にあたるトスケリア（フィエル州Toskëria）の人々のみを指す場合もある。それでいて「トスケリア」もまた「トスク」と同様に、トスク方言を話す地域全体を表す場合もある。その対義語として、ゲグ方言を話す地域はゲゲリア（Gegëria）と呼ばれる。

### アルバニア国外のトスク人
イタリア南部のパラッツォ・アドリアーノは、オスマン帝国の進攻を受けたアルバニア人が海外難民となり住みついた町の1つ。西ローマ教会が大半を占めるイタリアにありながら、この町の中心部の教会はいまだに中世の東ローマ帝国の典礼を守る。ワイン生産などアルバニア南部やギリシャと共通し、アルバニア語方言を使い「プラルアール」（〈黄金色の〉）と呼ばれるブランドの白ワインを生産する。

## 言語名別称
- トスク・アルバニア語
- Arnaut[8]
- Shkip[9]
- Shqip
- Shqiperë
- Skchip
- osk
- Zhgabe

## 方言
| 種別           | ローマ字翻字 | ISO     |
| -------------- | ------------ | ------- |
| コルチャ方言   | Korca        | als-kor |
| チャメリア方言 | Camerija     | als-cam |
| アルバナシ方言 | Arbanasi     | als-arb |
| スレム方言     | Srem         | als-sre |
| シルミア方言   | Svrmia       |         |
| ザダル方言     | Zadar        |         |

## ギャラリー
- アルバニア語の分布図
- アルバニア語を公用語または少数言語として認める国
- 北のゲグ語（青緑系）、南のトスク語（薄茶色系）
- hënë トスク語で「月、衛星」